# Bernd Riedel (Sänger)
Bernd Riedel (* 19. Januar 1938 in Greiz) ist ein deutscher Opernsänger (Bariton) und Gesangspädagoge.

## Leben
Bernd Riedel absolvierte zunächst ein Landwirtschaftsstudium und hatte in dieser Zeit zwei Jahre privaten Gesangsunterricht bei dem Dessauer Kammersänger Horst Wolf. Danach studierte er im Fern- und Abendstudium Gesang bei Gerhard Eisenmann an der Hochschule für Musik „Hanns Eisler“ Berlin, das er mit Auszeichnung abschloss.
Während des Studiums kam er bereits in ein Festengagement als Sänger mit Chorverpflichtung an der Komischen Oper Berlin. Anschließend folgten Engagements als lyrischer Bariton von 1968 bis 1972 am Hans Otto Theater in Potsdam und von 1972 bis 2009 an der Deutschen Staatsoper Berlin, wo er zahlreiche Partien seines Fachs, wie u. a. Barbier (Il barbiere di Siviglia), Guglielmo (Così fan tutte), Papageno (Die Zauberflöte), Malatesta (Don Pasquale), Zar Peter I. (Zar und Zimmermann), Harlekin (Ariadne auf Naxos), Besenbinder (Händel und Gretel), Scherasmin (Oberon), Ping (Turandot) und Sharpless (Madama Butterfly) sang. Gastauftritte führten ihn als Barbier, Guglielmo, Papageno und Malasteta an die Oper Tokio, die Oper in Osaka, die Oper Stockholm, die Pariser Oper, das Teatro Real in Madrid, die Oper Bukarest und die Opéra de Lausanne.
Im Jahr 1977 wurde er zum Kammersänger ernannt. Riedel gab Liederabende im In- und Ausland. Im Jahr 2009 beendete er seine Bühnenkarriere nach 50-jähriger Sängertätigkeit.
Bernd Riedel begann 1980 seine Lehrtätigkeit an der Musikschule in Berlin-Treptow und im Privatunterricht. 1989 erhielt er einen Lehrauftrag für Gesang an der Hochschule für Musik „Hanns Eisler“ Berlin und wurde dort 2003 zum Honorarprofessor berufen. 2015 beendete er seine Lehrtätigkeit. In den Jahren 2006 bis 2011 war er außerdem Gesangspädagoge des Internationalen Opernkurses Oper Oder-Spree.
Seine künstlerische Tätigkeit ist durch zahlreiche Rundfunk- und Fernsehproduktionen sowie eine CD-Einspielung von Franz Schuberts Lazarus dokumentiert.

## Preise
- 1956 Stavenhagenpreis
- 1970 Diplom beim Tschaikowski-Wettbewerb in Moskau
- 1970 Preisträger des 1. Leistungsvergleiches „Junge Opernsänger der DDR“